# Oclusiva bilabial sorda
La consonant oclusiva bilabial sorda és un fonema que es transcriu [p] en l'AFI, és a dir, la lletra pe en minúscula.
És un dels fonemes més freqüents en totes les llengües, tot i que un 10% dels idiomes que contenen la seva parella sonora, [b], no tenen aquest fonema (com l'àrab). Existeixen diferents variacions o al·lofons del fonema, com la p aspirada o la labialitzada. Algunes d'aquestes variacions poden tenir caràcter fonemàtic, com passa en georgià.

## Trets distintius
- És una consonant sorda.
- El seu mode d'articulació és oclusiu, cosa que significa que hi ha una interrupció momentània total del pas de l'aire.
- El seu punt d'articulació és bilabial, és el contacte entre els dos llavis el que causa la interrupció de la columna d'aire.
- És un so egressiu central, perquè l'aire surt dels pulmons i passa pel centre de la llengua
- És un so oral.

## En català
Correspon al so del català de la lletra p (per exemple pare), excepte en casos de sonorització, i de la lletra b ensordida a final de mot o davant de consonant sorda (per exemple cub).